# Papež Viktor I.
Sveti Viktor I., papež in mučenec, Rimskokatoliške cerkve, * 2. stoletje n. št., Leptis Magna (ali Tripolitanija Afrika), Rimsko cesarstvo); † okoli 199, Rim. V Rimskokatoliški cerkvi god 28. julija.

## Življenjepis
Sveti papež Viktor  je eden najpomembnejših mučencev-papežev v prvih krščanskih stoletjih. Izhajal je iz Afrike in  njegovemu očetu je bilo ime Feliks. Viktor se je že v mladosti udomačil v Rimu in tam dokončal študije; nato je sprejel cerkvene redove. Kot duhovnik se je odlikoval v hitrem dojemanju, ostroumnosti, čvrstem značaju in krepostnem življenju. Ko je 189. leta umrl papež Elevterij, ga je zategadelj ljudstvo in duhovščina enoglasno izvolila za najvišje cerkveno dostojanstvo.
Sveti Viktor je sijajno ustrezal izkazanemu mu dostojanstvu. Krepko je vzel v roke krmilo cerkvene ladje, vztrajno se bojeval zoper Kristusove sovražnike in s svetlim zgledom prednjačil vernikom. 

### Praznovanje Velike noči
Ime tega Afričana na papeškem prestolu je še posebej povezano z vprašanjem praznovanja Velike noči, ki sta ga skušala rešiti že papež Anicet in škof Polikarp iz Smirne. Viktor je po posvetih s škofi določil, naj se Velika noč po vsem krščanskem svetu praznuje na nedeljo po 14. nisanu. Ker so škofje v Mali Aziji vztrajali pri svojem, je Viktor pod kaznijo izobčenja ukazal praznovati na nedeljo. Škof sveti Irenej Lyonski je glede na ostrost tega sklepa pisal papežu, da to utegne odtrgati cele pokrajine od Cerkve, zato naj ukaz umakne, saj zadeva ni vprašanje vere, ampak se tiče le bogoslužnega življenja, v katerem enotnost ni tako nujno potrebna; tu so vedno možne tudi razlike. Papež Viktor je sklep res preklical. 

### Utemeljevanje primata
Znani starokrščanski pisatelj Tertulijan  je zapisal, da je Viktor prvi, ki je Petrovo prednostno mesto utemeljil s Kristusovo obljubo primata: »Ti si Peter (Skala) in na to skalo bom sezidal svojo Cerkev.« Petrova oblast prehaja na tisto Cerkev, ki je po izročilu in nasledstvu z njim povezana. Čeprav Peter pripada celotni Cerkvi, pa je rimska Cerkev zaradi nasledstva na poseben način povezana z njim in ima zato prednost pred drugimi. Odslej so se pri utemeljevanju prvenstva rimskega škofa vse bolj sklicevali na to Jezusovo obljubo. 

### Težave s krivoverci
Veliko težav so Viktorju povzročali krivoverci. V njegovem času je živel v Carigradu neki človek po imenu Teodot, ki je bil glede na poklic kožar, in je znan kot Teodot Carigrajski. Vneto je prebiral svete spise, in jih razlagal tudi drugim. Cesar Mark Avrelij ga je dal mučiti, kjer je klonil ter daroval malikom. Ko so ga pustili na svobodo, so se ga kristjani izogibali in ga izključevali iz svojih občestev. Zagrenjen je zapustil svoj rodni kraj in odpotoval v Rim. Rimski kristjani so ga prav tako zaničevali. Poln zagrenjenosti je začel širiti zmotne nauke, ki so nasprotovali tradicionalnemu krščanskemu učenju. Med drugim je učil, da Kristus ni pravi Bog; nekateri so mu prisluhnili. Ko je papež Viktor zvedel za to krivo vero, je določil preiskavo. Teodotove nauke je javno obsodil ter učitelja krivoverca skupaj z njegovimi privrženci izobčil iz Cerkve. 
Ne dolgo za tem je začel neki Montan, zelo častihlepni duhovnik, oznanjati krivoverske nauke, ker ni uspel postati škof. Njegovo gibanje imenovano montanizem uči, da je Montan višji od apostolov; da Cerkev nima oblasti za odvezovanje od zelo velikih grehov  in da kristjan, ki mu umrje življenjski tovariš, ne sme skleniti novega zakona. Te nespametne nauke je papež Viktor tudi obsodil in z močno roko zajezil njihovo širjenje.
S podobno odločnostjo je nastopil zoper Proteusa, ki je učil, da je v Bogu samo ena oseba in da se je tako sam Oče učlovečil in trpel za svet. Nastopil je tudi zoper Tercijana, Marcijona in Saturnina; oni so učili, da je zakonska skupnost napaka, piti vino in jesti meso greh, in da se je slehernik že rodil kot dober ali slab človek. To naj bi pomenilo, da si je nemogoče prizadevati za krepost in zasluženje. 

### Določbe
Papež Viktor I. je zapovedal, da se sme za krst uporabljati katerakoli voda. Prepovedal je krščevanje laikom, razen v sili. 
Namesto grščine je v Rimu uvedel pri maši latinščino, ki je bila v rabi v njegovi rodni Severni Afriki.

## Smrt in češčenje
Liber pontificalis poroča: Papež Viktor I. je pretrpel mučeniško smrt in je pokopan na Vatikanskem griču blizu apostola Petra. Njegov god obhajamo 28. julija. 

### Ocena
V devetdesetih letih drugega stoletja se je pojavil zares močan rimski škof – papež Viktor, Afričan in prvi latinski govornik. Ob sporu glede praznovanja Velike noči je zagrozil azijskim Cerkvam, da jih bo izobčil. Medtem pa so novi seznami škofovskega nasledstva in grobova Petra in Pavla Cerkvi vlivali novo samozavest, odnos rimskega škofa do montanizma pa je slovel daleč naokoli. 

## Notranje povezave
- Liber Pontificalis